# Georgia Groome
Georgia Groome, née le 11 février 1992, à Derby, en Angleterre, est une actrice britannique.
Elle est surtout connue pour ses rôles dans London to Brighton et Le Journal intime de Georgia Nicolson.

## Biographie
Georgia Isobel Groome naît à Derby, en Angleterre, le 11 février 1992. Elle est la fille de Paul Groome, gérant de pub et chef cuisinier, décédé en 2009, et de Fiona Groome (née Tulloch), professeure de chant et de théâtre. Elle a une grande sœur, Alex, et une petite sœur, Eden, qui sont également actrices. Elle a aussi une demi-sœur, Annie.
À l'âge de neuf ans, Georgia auditionne, à la place de sa sœur Alex, qui avait un autre engagement au même moment, pour un rôle dans la tournée de la version scénique de la comédie musicale Annie du Far West et décroche le rôle. Elle apprend le théâtre dans l'école de sa mère, au Nottingham Television Workshop et au Derby Youth Theatre, et étudie au Trent College (en). En 2014, elle sort diplômée en littérature anglaise du King's College de Londres.

## Carrière
Après ses débuts d'actrice dans le téléfilm Un poisson hors de l'eau en 2001, Georgia Groome apparaît dans un épisode de l'éphémère série TV, Dangerville, dans laquelle elle interprète une orpheline.
Lorsque Georgia Groome a à peine 14 ans, elle décroche son premier rôle au cinéma dans le film britannique indépendant et bien accueilli par le public, London to Brighton sorti en 2006, dans lequel elle interprète une fugueuse de 12 ans. Cette année-là, elle est aussi l'un des huit jeunes aventuriers dans la série documentaire Serious Amazon (en) créée par la BBC.
En 2007, elle décroche un rôle dans un court-métrage d'Elaine Wickham, My Mother.
En 2008, Georgia Groome joue un rôle mineur dans le film comique d'horreur Bienvenue au cottage. Elle perce finalement à 14 ans en incarnant le personnage principal, Georgia Nicolson, aux côtés d'Aaron Taylor-Johnson, dans le film Le journal intime de Georgia Nicholson sorti en 2008, pour lequel elle remporte le prix du meilleur acteur-enfant au Festival international du film pour enfants de Buster (Buster International Children's Film Festival). Elle tient également un rôle mineur dans le film d'horreur The Disappeared (en).
En 2009, elle fait ses débuts sur scène dans Tusk Tusk, une nouvelle pièce de Polly Stenham au Royal Court Theatre à Londres,. La même année, elle apparaît dans le court-métrage Leaving Eva et dans un épisode de The Bill.
En 2010, Georgia Groome apparaît dans un épisode de la série britannique Inspecteur Lewis, ainsi que dans le court-métrage Silent Things.
En 2011, Georgia Groome joue dans deux courts-métrages The True Meaning of Love et Six Degrees. Elle apparaît également dans le thriller The Holding (en) de Susan Jacobson et décroche l'un des rôles principaux dans The Great Ghost Rescue, l'adaptation cinématographique du livre de Eva Ibbotson du même nom (en).
Elle incarne Katie, une victime de la mode snob aux côtés de Stephen Dillane dans le film Papadopoulos & Sons (en), sorti au Royaume-Uni le 5 avril 2013.

## Vie privée
Depuis 2011, elle est en couple avec l'acteur britannique Rupert Grint,,.
En avril 2020, ils annoncent attendre leur premier enfant,. En mai 2020, ils deviennent parents d'une petite fille prénommée Wednesday G. Grint.

## Filmographie

### Cinéma

#### Longs métrages
- 2006 : London to Brighton de Paul Andrew Williams : Joanne
- 2008 : Bienvenue au cottage (The Cottage) de Paul Andrew Williams : une des filles du fermier
- 2008 : Le Journal intime de Georgia Nicolson (Angus, Thongs and Perfect Snogging) de Gurinder Chadha : Georgia Nicolson
- 2008 : The Disappeared (en) de Johnny Kevorkian : Sophie Pryor
- 2011 : The True Meaning of Love de Kieran Hardcastle : Alice
- 2011 : The Holding (en) de Susan Jacobson : Gemma
- 2011 : Fantômes et Cie de Yann Samuell : Winifred
- 2012 : Papadopoulos & Sons (en) de Marcus Markou : Katie Papadopoulos
- 2015 : Taking Stock de Maeve Murphy : Kelly
- 2017 : Double Date de Benjamin Barfoot : Lulu

#### Courts métrages
- 2007 : My Mother de Elaine Wickham : Millie
- 2009 : Leaving Eva de Faye Gilbert : Kiera
- 2010 : Silent Things de Rob Brown : Amy
- 2011 : Siw Degrees de Maia Krall Fry : une jeune fille
- 2011 : Cardinal de Jack Curtis : Sloth
- 2015 : Ana de Charlie Bury : Chloe
- 2015 : Graduation Afternoon de Calum Chalmers : Jane Gandole
- 2016 : Life in Orbit de Joel Scott-Halkes : Laura

### Télévision

#### Séries télévisées
- 2003 : Dangerous : Orphan (1 épisode)
- 2009 : The Bill : Paige Farrelly (saison 25, épisode 52)
- 2010 : Inspecteur Lewis : Briony Grahame (saison 4, épisode 1)
- 2013-2015 : Up the Women (en) : Emily Bute (9 épisodes)

#### Téléfilms
- 2011 : A Fish Out of Water de Dirk Campbell : Jenny
- 2014 : The Dispute de Emily Kempson